# Nick Mason's Fictitious Sports
Nick Mason's Fictitious Sports és l'àlbum debut en solitari del bateria de Pink Floyd Nick Mason, publicat el maig de 1981 al Regne Unit i als Estats Units. Va ser el primer treball important de Mason fora de Pink Floyd. A la veu hi trobem Robert Wyatt (anteriorment a Soft Machine), excepte la cançó inicial. Totes les cançons van ser escrites per Carla Bley. L'àlbum (juntament amb Profiles i la banda sonora de la pel·lícula White of the Eye ) va ser remasteritzat i reeditat el 31 d'agost de 2018 com a part de la caixa Unattended Luggage.

## Enregistrament
L'àlbum es va gravar l'octubre de 1979, però el seu llançament es va endarrerir gairebé dos anys.
| «             | Vaig fer "Fictitious Sport" més com un exercici. Hi ha més longevitat a 'Profiles'... és prou fort com per ser acceptat com un disc "adequat". | » |
| — Nick Mason, | |   |

| «             | Al principi, m'havia disposat a anar a Amèrica i fer un àlbum amb tot tipus de material, però després la Carla em va enviar un casset amb algunes de les seves idees. Va ser molt diferent del que havia fet abans i absolutament en línia amb el que m'agrada. Així que vaig pensar que seria molt millor fer això que lluitar desesperadament per trobar coses que funcionin juntes. | » |
| — Nick Mason, | |   |

## Llistat de cançons
Totes les cançons escrites per Carla Bley.

### Cara A
1. "Can't Get My Motor to Start" – 3:39
2. "I Was Wrong" – 4:12
3. "Siam" – 4:48
4. "Hot River" – 5:16

### Cara B
1. "Boo to You Too" – 3:26
2. "Do Ya?" – 4:36
3. "Wervin'" – 3:58
4. "I'm a Mineralist" – 6:16

## Crèdits
- Nick Mason – bateria, percussió, coproductor, ajudant d'enginyer de gravació
- Carla Bley – teclats, compositora, coproductora
- Robert Wyatt - veu (excepte a "Can't Get My Motor to Start")
- Karen Kraft - veu principal a "Can't Get My Motor to Start", veu a duet a "Hot River", cors de suport
- Chris Spedding - guitarres
- Steve Swallow - baix
- Michael Mantler – trompetes, enginyer de gravació
- Gary Windo – tenor, clarinet baix, flauta, veus addicionals
- Gary Valente – trombons, veus addicionals
- Howard Johnson - tuba
- Terry Adams - piano a "Boo to You Too", harmònica i clavinet a "Can't Get My Motor to Start"
- Carlos Ward : veus addicionals
- David Sharpe: veus addicionals
- Vincent Chancey : veus addicionals
- Earl McIntyre: veus addicionals
- James Guthrie - enginyer de mescles
- Hipgnosis i Geoff Halpin – disseny de la portada